# Mango-Media
Mango-Media Sp. z o.o. – firma należąca do Studia Moderna, założona w październiku 1989 roku jako pierwsza firma świadcząca usługi teleshoppingu w Polsce. W 2023 roku marka telezakupów Mango została własnością firmy TVO sp. z.o.o., która jest właścicielem marki telezakupowej TV Okazje. Od 1 lutego do 31 grudnia 2022 roku oferta Mango nie była prezentowana w telewizji. 1 stycznia 2023 roku oferta powróciła do telewizji na kanał TVC oraz na testowy kanał (pasmo było emitowane przez całą dobę) dostępny na eksperymentalnych i lokalnych multipleksach grupy MWE. Od 24 maja 2023 roku nadawane tam były filmy reklamowe Studia Moderna. Emisja na obu kanałach zakończyła się 30 czerwca 2023 roku. Produkty dystrybuowane były również w stacjonarnych sklepach Mango na terenie całej Polski. Obecnie oferta Mango prezentowana jest tylko na stronie internetowej. Dawniej oferta była prezentowana na kanałach: Mango 24, Super TV, TVN, TVN 7, TVN Style, TVN Turbo, TVN Meteo, TVN Gra, Polonia 1, Tele 5, TVP3 Kraków, TVP3 Warszawa, TVP3 Katowice, TVP3 Szczecin, TVP3 Wrocław, TVP3 Gdańsk, Canal+ Kuchnia, Canal+ Domo, Canal+ Sport 5, Kino Polska, Kino TV, TVC, TVS, TVT, TVR, Filmax, Telewizja Republika i TV Trwam.
W 2024 roku Mango powróciło do kanału TV Republika, stając się jednym z największych reklamodawców  tej stacji.
Asortyment produktów oferowanych przez Mango skupia się wokół takich kategorii jak: kuchnia, sprzątanie, meble, tekstylia, dekoracje, uroda, sport i zdrowie oraz ogród. Od 23 maja 2007 do 3 sierpnia 2017 roku właścicielem 100% akcji firmy był TVN S.A, od 4 sierpnia 2017 do 23 maja 2023 roku właścicielem było Studio Moderna, od 24 maja 2023 roku właścicielem marki jest TVO sp. z o.o.
Początkowo lektorami reklam byli różni spikerzy współpracujący ze Studiem Publishing (m.in. Tomasz Knapik, Lucjan Szołajski, Agnieszka Rogińska). Z czasem zaangażowano stałego lektora i od połowy lat 90. przez okres 20 lat był nim Wojciech Dziwulski. Później jego miejsce stopniowo zajmowali Krzysztof Gadacz i Radosław Popłonikowski. Po połączeniu się ze Studio Moderna wiodącymi lektorami reklam byli Roch Siemianowski, Artur Młyński, Piotr Ogorzałek oraz Katarzyna Tatarak.

## Logo
| Lata               | Opis | Grafika |
| ------------------ | --- | ------- |
| 1989-2009          | Początek litery M wydłużony, napis stylizowany. |         |
| 2009-2015          | Pochylony żółty prostokąt z czarnym napisem Mango, takim jak z poprzedniego loga.                                                                           |         |
| 2015–2022, od 2023 | Żółty prostokąt ze stylizowanym napisem. Mieści się w nim tylko litera M, pod którą jest biała linia. Pozostała część nazwy na białym tle, nad żółtą linią. |         |
| 2022–2023          | Żółty prostokąt został przeniesiony na ostatnią literę, usunięto linię oraz zmieniono czcionkę napisu Mango.                                                |         |
| Inne loga          | |         |
| 2009-2015          | Logo takie samo jak z lat 2009–2015, tylko że obok niego jest napis 24.                                                                                     |         |